# گمینا دنبوویتس (استان پودکارپاتسکیه)
گمینا دنبوویتس (استان پودکارپاتسکیه) (به لهستانی:  Gmina Dębowiec) یک گمینا در لهستان است که در شهرستان یاسوو واقع شده‌است. گمینا دنبوویتس ۸۵٫۸۱ کیلومتر مربع مساحت و ۸٬۴۰۶ نفر جمعیت دارد.